# Alfred Henry Ackley
Alfred Henry Ackley, född 1887, död 1960, Presbyteriansk pastor, sångdiktare och kompositör från USA. Bror till Bentley D Ackley.

## Psalmer
- En dag jag möter på en enslig stig i Frälsningsarméns sångbok 1990 som nr 605 under rubriken "Strid och kallelse till tjänst".
- Jag tjänar Herren Jesus i Frälsningsarméns sångbok 1990 som nr 496 under rubriken "Lovsång, tillbedjan och tacksägelse" med refängen Jag vet, jag vet att Jesus lever än
- När av molnet solens strålar brytas (ur sångsamlingen Underbar frid)
- Underbart namn han bär